# Joachim Gustafsson
Joachim Gustafsson, född 1967, är en svensk dirigent.
Joachim Gustafsson utbildade sig 1983–1987 till violinist på Göteborgs universitet och har utbildat sig till dirigent för Karl Österreicher (1923–1995) i Wien i Österrike. Han gjorde sin debut i operasammanhang 2004 med Giuseppe Verdis Otello på Kungliga Operan i Stockholm.
Han blev chefsdirigent för Borås symfoniorkester 2013. Han har annat varit gästdirigent på bland andra Den Jyske Opera i Århus i Danmark, där han 2013 dirigerade den danske kompositören Thomas Agerfeldt Olesens (född 1969) opera The Picture of Dorian Gray.
År 2021 utnämndes han till konstnärlig ledare för Orquesta Filharmónica de Bogotá i Bogotá i Colombia, där han varit gästdirigent sedan 2011.